# 伊莉莎白港電車
伊莉莎白港電車曾經是南非伊莉莎白港公共交通系統的一部分，直到20世紀40年代末關閉時已有近70年的歷史。

## 歷史
伊莉莎白港電車軌道網絡於1881年5月14日開通，最初由馬拉街車營運。從1897年6月16日起，該網絡轉換為電力操作。其於1948年12月17日關閉。

### 延伸閱讀
- Pabst, Martin. . Krefeld: Röhr Verlag. 1989. ISBN 3-88490-152-4. （英文） （德文）
- Patton, Brian. . Brora, Sutherland: Adam Gordon. 2002. ISBN 1-874422-39-7.
- Shields, Graham. . Port Elizabeth: G Shields. 1979. OCLC 775701810.

## 外部連結
维基共享资源上的相關多媒體資源：伊莉莎白港電車
33°57′25.98″S 25°35′27.57″E / 33.9572167°S 25.5909917°E